# جسارت کلام

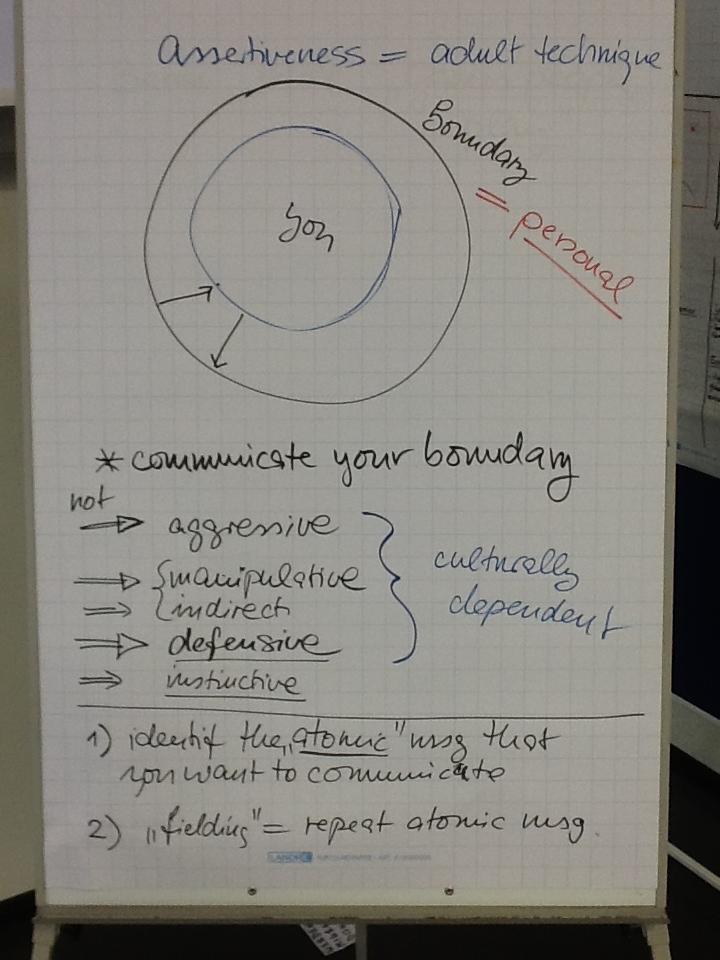
اصول قاطعیت

جسارت کلام یا بیان سخنان بی‌رودربایستی یک ویژگی رفتاری است که مشخصه آن رفتار اجتماعی مثبت به‌منظور دفاع از حق یا رسیدن به هدف است.
رفتار حاکی از جسارت کلام را باید روی یک پیوستار تجسّم کرد، در منتهی‌الیه چپ رفتار منفعلانه قرار دارد، و در منتهی‌الیه راست رفتار پرخاشگر قرار دارد. رفتار حاکی از عدم رودربایستی در وسط قرار دارد و پاسخ «درست» است به وضعیتی اجتماعی که می‌تواند موجب احساس ناکامی شود.